# Los Garzones Airport
Los Garzones Airport är en flygplats i Colombia.   Den ligger i departementet Córdoba, i den nordvästra delen av landet, 500 km norr om huvudstaden Bogotá. Los Garzones Airport ligger 10 meter över havet. Den ligger vid sjön Ciénaga Zapalito.
Terrängen runt Los Garzones Airport är mycket platt. Runt Los Garzones Airport är det ganska glesbefolkat, med 50 invånare per kvadratkilometer. Närmaste större samhälle är Montería, 10,4 km sydväst om Los Garzones Airport. Omgivningarna runt Los Garzones Airport är huvudsakligen savann.